# Ermesinda
Ermesinda, död okänt år, var drottning av Asturien 739-757, gift med kung Alfonso I av Asturien. 
Hon föddes någon gång mellan 720 och 730. Hon var dotter till Asturiens första kung Pelayo. När hennes bror avled 739, överförde hon sina arvsrättigheter på sin make Jure uxoris. Det är den första gången en man bestigit en tron i ett kristet spanskt rike genom äktenskap, och har varit föremål för spekulationer.